# Gmina związkowa Landstuhl (1971–2019)
Gmina związkowa Landstuhl (niem. Verbandsgemeinde Landstuhl) − dawna gmina związkowa w Niemczech, w kraju związkowym Nadrenia-Palatynat, w powiecie Kaiserslautern. Siedziba gminy związkowej znajdowała się w mieście Landstuhl.  

## Podział administracyjny
Gmina związkowa zrzeszała pięć gmin, w tym jedną gminę miejską (Stadt) oraz cztery gminy wiejskie (Gemeinde):
1. Bann
2. Hauptstuhl
3. Kindsbach
4. Landstuhl, miasto
5. Mittelbrunn
6. Oberarnbach

1 lipca 2019 gmina związkowa została połączona z gminą związkową Kaiserslautern-Süd tworząc nową gminę związkową Landstuhl.